# Чемпионат Польши по футболу 1962
Первая лига 1962 (пол. I liga 1962) — 28-й сезон чемпионата Польши по футболу. Он начался 11 марта 1962 года и закончился 11 июля 1962 года.

## Клубы-участники
| Клуб     | Город    |
| -------- | -------- |
| Полония  | Бытом    |
| Гурник   | Забже    |
| Заглембе | Сосновец |
| Одра     | Ополе    |
| Легия    | Варшава  |
| Висла    | Краков   |
| Аркония  | Щецин    |
| Рух      | Хожув    |
| Лехия    | Гданьск  |
| ЛКС      | Лодзь    |
| Лех      | Познань  |
| Гвардия  | Варшава  |
| Сталь    | Мелец    |
| Краковия | Краков   |

## Группа 1
| М | Команда           | И  | В | Н | П | Мячи    | ±   | О  | Примечания                   |
| - | ----------------- | -- | - | - | - | ------- | --- | -- | ---------------------------- |
| 1 | Гурник Забже      | 12 | 8 | 2 | 2 | 37 − 14 | +23 | 18 | Матчи за чемпионство         |
| 2 | Заглембе Сосновец | 12 | 7 | 1 | 4 | 22 − 15 | +7  | 15 |                              |
| 3 | Легия Варшава     | 12 | 5 | 4 | 3 | 15 − 13 | +2  | 14 |                              |
| 4 | Рух Хожув         | 12 | 5 | 3 | 4 | 21 − 19 | +2  | 13 |                              |
| 5 | ЛКС Лодзь         | 12 | 3 | 3 | 6 | 14 − 23 | −9  | 9  |                              |
| 6 | Гвардия Варшава   | 12 | 2 | 4 | 6 | 12 − 20 | −8  | 8  |                              |
| 7 | Краковия          | 12 | 2 | 3 | 7 | 11 − 28 | −17 | 7  | Вылет во Вторую лигу 1962/63 |

И — игры, В — выигрыши, Н — ничьи, П — проигрыши, Мячи — забитые и пропущенные голы, ± — разница голов, О — очки

## Группа 2
| М | Команда       | И  | В | Н | П | Мячи    | ±   | О  | Примечания                   |
| - | ------------- | -- | - | - | - | ------- | --- | -- | ---------------------------- |
| 1 | Полония Бытом | 12 | 8 | 3 | 1 | 28 − 7  | +21 | 19 | Матчи за чемпионство         |
| 2 | Одра Ополе    | 12 | 6 | 2 | 4 | 17 − 11 | +6  | 14 |                              |
| 3 | Висла Краков  | 12 | 5 | 4 | 3 | 9 − 7   | +2  | 14 |                              |
| 4 | Аркония Щецин | 12 | 4 | 3 | 5 | 18 − 20 | −2  | 11 |                              |
| 5 | Лехия Гданьск | 12 | 4 | 3 | 5 | 11 − 18 | −7  | 11 |                              |
| 6 | Лех Познань   | 12 | 3 | 3 | 6 | 6 − 14  | −8  | 9  |                              |
| 7 | Сталь Мелец   | 12 | 1 | 4 | 7 | 9 − 21  | −12 | 6  | Вылет во Вторую лигу 1962/63 |

И — игры, В — выигрыши, Н — ничьи, П — проигрыши, Мячи — забитые и пропущенные голы, ± — разница голов, О — очки

## Матчи за распределение мест

### Матчи за чемпионство
| Команда 1    | Итог | Команда 2     | 1-й матч | 2-й матч |
| ------------ | ---- | ------------- | -------- | -------- |
| Гурник Забже | 3:6  | Полония Бытом | 1:4      | 2:2      |

### Матчи за 3-е место
| Команда 1  | Итог | Команда 2         | 1-й матч | 2-й матч |
| ---------- | ---- | ----------------- | -------- | -------- |
| Одра Ополе | 1:1  | Заглембе Сосновец | 1:0      | 0:1      |

### Матчи за 5-е место
| Команда 1    | Итог | Команда 2     | 1-й матч | 2-й матч |
| ------------ | ---- | ------------- | -------- | -------- |
| Висла Краков | 2:5  | Легия Варшава | 1:1      | 1:4      |

### Матчи за 7-е место
| Команда 1     | Итог | Команда 2 | 1-й матч | 2-й матч |
| ------------- | ---- | --------- | -------- | -------- |
| Аркония Щецин | 3:2  | Рух Хожув | 2:0      | 1:2      |

### Матчи за 9-е место
| Команда 1     | Итог | Команда 2 | 1-й матч | 2-й матч |
| ------------- | ---- | --------- | -------- | -------- |
| Лехия Гданьск | 3:3  | ЛКС Лодзь | 2:0      | 1:3      |

### Матчи за 11-е место
| Команда 1       | Итог | Команда 2   | 1-й матч | 2-й матч |
| --------------- | ---- | ----------- | -------- | -------- |
| Гвардия Варшава | 3:8  | Лех Познань | 2:6      | 1:2      |

### Матчи за 13-е место
| Команда 1   | Итог | Команда 2 | 1-й матч | 2-й матч |
| ----------- | ---- | --------- | -------- | -------- |
| Сталь Мелец | 4:0  | Краковия  | 3:0      | 1:0      |